# Ардак
Арда́к (каз. Ардақ) — село у складі Чингірлауського району Західноказахстанської області Казахстану. Адміністративний центр та єдиний населений пункт Ардацького сільського округу.
До 2018 року село називалось Полтавка.
Населення — 330 осіб (2021; 550 у 2009, 1177 у 1999, 1372 у 1989).